# Пальтікіно
Пальті́кіно (рос. Пальтикино, марій. Пальтикэҥер) — присілок у складі Гірськомарійського району Марій Ел, Росія. Входить до складу Ємешевського сільського поселення.

## Населення
Населення — 51 особа (2010; 62 у 2002).
Національний склад (станом на 2002 рік):
- марі — 100 %